# Philippe Kahn
Philippe Kahn (Parigi, 16 marzo 1952) è un inventore e imprenditore statunitense.
Fondatore di numerose società, tra cui Borland, è considerato un pioniere tecnologico per aver collegato nel 1997 una fotocamera digitale ad un telefono cellulare: le foto scattate venivano inviate e caricate su un'infrastruttura web da lui creata, per poter essere condivise. La prima foto così scattata e condivisa è stata quella della figlia neonata Sophie.